# Mörtsjön (Hällestads socken, Östergötland)
Mörtsjön är en sjö i Finspångs kommun i Östergötland och ingår i Motala ströms huvudavrinningsområde.